# 倪嘉雯
倪嘉雯（英語：Carmen Ngai Ka Man，1995年11月21日—），香港女演員、模特兒、網紅及節目主持，現為無綫電視經理人合約藝員。

## 簡歷
倪嘉雯有一名胞弟，早年在新界馬鞍山成長，2001年至2013年間就讀基督教香港信義會馬鞍山信義學校及聖公會林裘謀中學，在校時曾參加香港學界體育聯會主辦的《2011-2012年度年度校際田徑比賽》跳高項目，以及教育局與香港學界舞蹈協會合辦的《第48屆學校舞蹈節》，並奪得學校舞蹈組（中國舞）乙級獎。2013年9月，她升讀香港中文大學聯合書院，主修生物學理學士課程。於2017年11月畢業後，她曾加入面書專頁創意團體「冬OT」擔任演員，亦曾被澳門微辣Manner藝人霍俊邦邀請出任《霍哥廚房》短片嘉賓，與網紅黃浚銘（波仔）合作。2019年開始兼職模特兒。
2020年4月，倪嘉雯加入無綫電視，成為旗下基本藝人合約藝員；同年因在處境劇《愛·回家之開心速遞》的演出而受到注目；亦擔任 Youtuber 分享日常生活。2021年4月，她加入兒童節目《Think Big天地》擔任主持，同年8月過渡成為《Hands Up》主持。2021年及2022年，她先後在劇集《換命真相》、《雙生陌生人》及《十八年後的終極告白2.0》飾演年青版「楊紫山」、「利梓楹」及「沈越」而受到注目，並被網民封為「少女版專業戶」。

## 演出作品

### 電視劇
| 首播     | 劇名                     | 角色                                               |
| 無綫電視 |                          |                                                    |
| 2020年   | 踩過界II                 | 旁聽大學生（第20、21集）                           |
| 2021年   | 七公主                   | 「Alfred Ching's Chambers」接待員（第1、12、24集） |
| 2021年   | 我家無難事               | 學生（第1集）                                      |
| 2021年   | 我家無難事               | 客人（第2、5、7 - 9、17、18、20、21集）            |
| 2021年   | 我家無難事               | 情侶（第11 - 13集）                                |
| 2021年   | 換命真相                 | 楊紫山（少年）                                     |
| 2021年   | 星空下的仁醫             | 護士（第14、21集）                                 |
| 2021年   | 拳王                     | 參加者（第10集）                                   |
| 2021年   | 拳王                     | 觀眾（第11集）                                     |
| 2021年   | 拳王                     | 年輕女子（第13集）                                 |
| 2021年   | 拳王                     | 賓客（第23集）                                     |
| 2021年   | 十月初五的月光           | 儀友人（第20集）                                   |
| 2021年   | 異搜店                   | 客人（第1、11、12集）                              |
| 2022年   | 雙生陌生人               | 利梓楹（青年）                                     |
| 2022年   | 十八年後的終極告白2.0    | 沈越（少年）                                       |
| 2022年   | 回歸光影頌：究竟天有幾高 | 主播                                               |
| 2022年   | 回歸光影頌：我的驕傲     | 阿美                                               |
| 2022年   | 童時愛上你               | Abby（第13、17集）                                 |
| 2022年   | 白色強人II               | 陳明嘉                                             |
| 2022年   | 凶宅清潔師（J2首播）     | 琪琪                                               |
| 2022年   | 超能使者                 | 陳美怡（第9集）                                    |
| 2022年   | 輕·功                    | 店員（第5集）                                      |
| 2023年   | 有種好男人               | 記者（第17集）                                     |
| 2023年   | 新四十二章               | 大學生（第1、6、14集）                             |
| 2023年   | 新四十二章               | 祝英台（第4集）                                    |
| 2023年   | 隱形戰隊                 | 少女（第15、16集）                                 |
| 2023年   | 破毒強人                 | 江巧儀（Ivy）                                      |
| 2023年   | 新聞女王                 | 冼蔓芝                                             |
| 2024年   | 反黑英雄                 | 鄧嘉露                                             |
| 2024年   | 法證先鋒VI：倖存者的救贖 | 邱潔瑩                                             |
| 2025年   | 虛擬情人                 | 陳美滿                                             |
| 邵氏兄弟 |                          |                                                    |
| 2022年   | 飛虎之壯志英雄           | 美女（第23集）                                     |

### 電視節目
| 首播       | 節目名               | 備註                                                                                   |
| 無綫電視   |                      |                                                                                        |
| 2021年     | Think Big天地        | 演出（3月27日）主持之一（4月4日起）                                                    |
| 2021年     | Hands Up             | 主持之一、兼為「TOMA」配音（僅限首集及開播宣傳廣告）                                   |
| 2022年     | J2ers：晚間聽聞      | 主持之一                                                                               |
| 2022年至今 | Blah Blah Blah試新室 | 主持之一（與蘇民峰、黃嘉雯、杜穎珊、陳國麟、陳若思合作）                               |
| 2022年至今 | 開壇                 | 主持之一（與林沚羿、馮子亮、陳國麟、黃嘉雯、胡敏芝、何沛珈、陳若思合作）               |
| 2023年     | DM旅導遊             | 主持之一                                                                               |
| 2023年至今 | 關注關注組           | 第76集加入；主持之一（與鄧梓峰、何泳芍、黃嘉雯、廖慧儀、胡美貽、蔡景行、施焯日等合作） |
| 2024年     | HOME即是識           |                                                                                        |
| 2024年     | 美食新聞報道         | 主持之一                                                                               |
| 2024年     | 我們家的料理         | Jessica                                                                                |

## 外部連結
- 倪嘉雯的Instagram帳戶
- 倪嘉雯的Facebook專頁
- 倪嘉雯的Facebook專頁 - 2
- YouTube上的倪嘉雯頻道
- 倪嘉雯的新浪微博